# Україна без сміття
«Україна без сміття»  — українська громадська організація, діяльність якої спрямована на впровадження культури сортування побутових відходів в Україні та поширення ідей соціального підприємництва у цій галузі.

## Історія
Екологічна ініціатива «Україна без сміття» розпочала волонтерську діяльність у 2015 році. Наприкінці того ж року було засновано однойменну громадську організацію. З часу заснування організація стала ініціатором цілого ряду регулярних акцій та проєктів, спрямованих на впровадження культури поводження з побутовими відходами та їх утилізації. Нині організація веде багатопланову діяльність, спрямовану на формування екологічного мислення та впровадження в Україні системи сортування побутових відходів.

## Діяльність
Організація здійснює роботу за такими напрямками:
- Освітні проєкти
- Соціальне підприємництво
- Екологічний аудит компаній
- Співпраця з державними інституціями
- Експертна підтримка ЗМІ
- Отримання статистичних даних

## Проєкти
- «Майстер добрих справ» — проєкт мобільного пункту прийому вторинної сировини за системою глибокого сортування сміття, який діє за певним графіком відносно локацій.
- Освітній проєкт — здійснення просвітницької та інформаційної діяльності з проблеми сортування побутових відходів та цінності вторинної сировини шляхом проведення лекцій, майстер-класів, випуску соціальної рекламної продукції, ведення екологічних блогів тощо.
- Екологічний аудит — співпраця з комерційними організаціями, метою якої є долучення бізнесу до проблем екології та екологічного сліду.
- «Кришка Project» — екологічна ініціатива серед учнів шкіл, яка полягає в організованому зборі пластикових кришок від пляшок та їх обмін на навчальні макети серця, мозку чи молекули водню.[1]
- «УБС Компост» — компостування органічних відходів, почав працювати в серпні 2020 року. В проєкті використовується принцип поворотної тари.[2][3][4]
- Майстерня з ресайклінгу, на якій виробляють плити з переробленого пластику.[5]